# 特德·布罗姆利
特德·布罗姆利（英語：Ted Bromley，1912年7月4日—2004年4月12日），澳大利亚男子赛艇运动员。他曾代表澳大利亚参加1938年大英帝国运动会赛艇比赛，获得男子八人单桨有舵手银牌。